# Jodis colpostrophia
Jodis colpostrophia är en fjärilsart som beskrevs av Louis Beethoven Prout 1917. Jodis colpostrophia ingår i släktet Jodis och familjen mätare. Inga underarter finns listade i Catalogue of Life.